# Liste des préfets des Landes
Liste des préfets du département français de Landes. Le siège de la préfecture est à Mont-de-Marsan.

## Liste des préfets

### ConsulatetPremier Empire
| Période          | Période | Identité                       | Fonction précédente                                                                                        | Observation                                                      |
| ---------------- | ------- | ------------------------------ | --- | ---------------------------------------------------------------- |
| 2 mars 1800      | 1802    | Alexandre Méchin               | Membre de la Commission civile près l'armée d'Italie                                                       | Préfet de la Roer (an X)                                         |
| 8 juillet 1802   | 1810    | Jean-Marie Valentin-Duplantier | Avocat du roi au bailliage de Bourg-en-Bresse Membre du Conseil des Cinq-Cents Conseiller général de l'Ain | Préfet du Nord (1810-1813) Maître des requêtes au Conseil d'État |
| 30 novembre 1810 | 1814    | Charles d'Angosse              | Chambellan de l'Empereur (1806)                                                                            | Préfet du Haut-Rhin (Cent-Jours                                  |

### Première Restauration(1814-1815)
| Période      | Période | Identité                               | Fonction précédente                                            | Observation                                                                                   |
| ------------ | ------- | -------------------------------------- | -------------------------------------------------------------- | --------------------------------------------------------------------------------------------- |
| 10 juin 1814 | 1815    | Joseph Marie de Carrère de Loubère (d) | Capitaine-commandant des grenadiers du régiment Royal-Auvergne | Commissaire extraordinaire du roi dans le département des Landes (équivalent de préfet, 1815) |

### Cent-Jours
| Période      | Période | Identité                               | Fonction précédente                                              | Observation |
| ------------ | ------- | -------------------------------------- | ---------------------------------------------------------------- | --- |
| 22 mars 1815 | 1815    | Charles Jean Harel                     | Auditeur au Conseil d'État (1810) Sous-préfet de Soissons (1814) | Exilé à la seconde Restauration (1815-1820) Devient journaliste Directeur du Théâtre de l'Odéon (1er septembre 1829 - 1er avril 1832) Prend la direction du Théâtre de la Porte-Saint-Martin |
| juillet 1815 |         | Joseph Marie de Carrère de Loubère (d) |                                                                  | |

### Seconde Restauration(1815-1830)
| Période      | Période   | Identité                                                  | Fonction précédente | Observation |
| ------------ | --------- | --------------------------------------------------------- | ------------------- | ----------- |
| mai 1817     | mars 1819 | Charles Lemercier de Longpré, baron d'Haussez             |                     |             |
| février 1819 |           | Joseph Jérôme Hilaire Angellier (d)                       |                     |             |
| mars 1819    |           | François de Nugent (d)                                    |                     |             |
| janvier 1822 |           | Antoine Édouard Herman                                    |                     |             |
| janvier 1823 |           | Charles Louis Jacques Maxime de Chastenet de Puységur (d) |                     |             |
| janvier 1828 |           | Jean Georges Louis Armand Chevalier de Caunan (d)         |                     |             |
| avril 1830   |           | Nicolas Louis Pépin du Feugray (d)                        |                     |             |
| août 1830    |           | François Nicolas Catherine Goubault (d)                   |                     |             |

### Monarchie de Juillet (1830-1848)
| Période        | Période          | Identité                     | Fonction précédente           | Observation                                             |
| -------------- | ---------------- | ---------------------------- | ----------------------------- | ------------------------------------------------------- |
| 1831 (mai)     | 1831 (juin)      | Auguste Billiard             | préfet du Finistère           |                                                         |
| 1831           | 1833             | Louis Sers (d)               | Sous-préfet de Compiègne      | Nommé préfet de la Loire                                |
| 1833 (juillet) | 1833 (septembre) | Guillaume Bellon (d)         | préfet de l'Ain               | non-acceptant ; nommé Préfet de Vaucluse                |
| 1833           | 1840             | Toussaint Curel (d)          |                               |                                                         |
| 1840           | 1842             | Édouard Delamarre            | préfet du Cantal              |                                                         |
| 1842           | 1847             | Mathieu Fleury (d)           |                               |                                                         |
| 1847           | 1848             | Ernest Le Roy de Boisaumarié | Sous-préfet de Bayonne (1842) | Préfet de la Seine-Inférieure (1848 - 4 septembre 1870) |
| 1848 (mars)    | 1848 (mai)       | Victor Franc                 |                               |                                                         |

### Deuxième République (1848-1851)
| Période | Période | Identité                          | Fonction précédente | Observation                 |
| ------- | ------- | --------------------------------- | ------------------- | --------------------------- |
| 1848    | 1848    | _ Boignières (d)                  |                     | Commissaire du Gouvernement |
| 1848    | 1850    | Michel Le Roux De La Jonkaire (d) |                     |                             |

### Second Empire (1851-1870)
| Période        | Période | Identité                                     | Fonction précédente     | Observation                     |
| -------------- | ------- | -------------------------------------------- | ----------------------- | ------------------------------- |
| 1853           | 1854    | Alfred Clément Louis Frachon (d).            | Sous-préfet de Nantes   |                                 |
| 1854           | 1858    | Jules Cornuau (d).                           | Sous-préfet de Nantes   |                                 |
| 1858           | 1861    | Louis Amand Camille Guillaume D'auribeau (d) | Préfet des Basses-Alpes | nommé préfet de la Haute-Vienne |
| mars 1861      |         | Louis Dureau (d)                             |                         |                                 |
| octobre 1861   |         | Théodore Camille Laurent Michon De Vougy (d) |                         |                                 |
| avril 1868     |         | Charles de Lespinasse de Pébeyre (d)         |                         |                                 |
| septembre 1870 |         | Hippolyte Maze                               |                         |                                 |

### Troisième République (1870-1940)
| Période        | Période          | Identité                            | Fonction précédente            | Observation                                                     |
| -------------- | ---------------- | ----------------------------------- | ------------------------------ | --------------------------------------------------------------- |
| 8 avril 1871   | 16 décembre 1874 | Charles Sers (d)                    | sous-préfet de Tournon en 1868 | révoqué le 14 septembre 1870, réintégré comme préfet des Landes |
| décembre 1874  |                  | Frédéric d'Etchegoyen (d)           |                                |                                                                 |
| avril 1876     |                  | Léon Larnac (d)                     |                                |                                                                 |
| avril 1877     |                  | Michel Le Roux De La Jonkaire (d)   |                                |                                                                 |
| mai 1877       |                  | Charles de Marbotin de Sauviac (d)  |                                |                                                                 |
| décembre 1877  |                  | Édouard Haward de La Blotterie (d)  |                                |                                                                 |
| juillet 1878   |                  | Jean Labordère (d)                  |                                |                                                                 |
| mai 1879       |                  | Jean Maréchal-Lebrun (d)            |                                |                                                                 |
| février 1882   |                  | Maxime Cavé-Esgaris (d)             |                                |                                                                 |
| juin 1884      |                  | Émile Marie Paitel (d)              |                                |                                                                 |
| février 1887   |                  | Paul Joseph Albert Fournier (d)     |                                |                                                                 |
| mars 1888      |                  | Aristide Demangeat (d)              |                                |                                                                 |
| avril 1888     |                  | Frédéric Mascle                     |                                |                                                                 |
| décembre 1892  |                  | Pierre Blanc                        |                                |                                                                 |
| septembre 1894 |                  | François Pascal (d)                 |                                |                                                                 |
| septembre 1897 |                  | Édouard Ferré (d)                   |                                |                                                                 |
| septembre 1902 |                  | Alfred Meunier (d)                  |                                |                                                                 |
| mars 1906      |                  | Henri Amelot (d)                    |                                |                                                                 |
| mai 1907       |                  | Charles Gaston Rosapelly (d)        |                                |                                                                 |
| juin 1908      |                  | Jean Collin-Delavaud-Dumonteil (d)  |                                |                                                                 |
| novembre 1911  |                  | Jean Marie Lucien Alfred Ducaud (d) |                                |                                                                 |
| juillet 1914   |                  | P. Decharmes                        |                                |                                                                 |
| juillet 1914   |                  | Paul Gervais (d)                    |                                |                                                                 |
| février 1918   |                  | Liard                               |                                | « non installé »                                                |
| 2 février 1918 |                  | Lucien Bourienne (d)                |                                |                                                                 |
| octobre 1922   |                  | Abel Maisonobe (d)                  |                                |                                                                 |
| août 1924      |                  | Émile Vallat (d)                    |                                |                                                                 |
| mai 1929       |                  | Paul Léon Besques (d)               |                                |                                                                 |
| juillet 1929   |                  | Pierre Cassagneau (d)               |                                |                                                                 |
| décembre 1932  |                  | Mariani                             |                                |                                                                 |
| décembre 1932  |                  | Camille Vernet (d)                  |                                |                                                                 |
| juillet 1934   |                  | Roger Verlomme                      |                                |                                                                 |
| Septembre 1936 |                  | Paul Grimaud (d)                    |                                |                                                                 |

### Régime de Vichy (1940-1944)
| Période | Période | Identité               | Fonction précédente | Observation |
| ------- | ------- | ---------------------- | ------------------- | ----------- |
| 1940    |         | Pierre Daguerre        |                     |             |
| 1941    |         | Pierre Gazagne (d)     |                     |             |
| 1944    |         | Paul Georges Chary (d) |                     |             |
| 1944    |         | Georges Phalempin (d)  |                     |             |

### GPRF et Quatrième République (1944-1958)
| Période      | Période      | Identité            | Fonction précédente | Observation                          |
| ------------ | ------------ | ------------------- | ------------------- | ------------------------------------ |
| janvier 1944 | 23 août 1944 | Maurice Papon       | Préfet du Lot       | Directeur de cabinet de Gaston Cusin |
| 1946         |              | Jean Pougnet (d)    |                     |                                      |
| 1946         |              | Georges Hutin (d)   |                     |                                      |
| 1946         |              | Hippolyte Pinel (d) |                     |                                      |
| 1951         |              | Désiré Arnaud       |                     |                                      |
| 1952         |              | Guy Lamoussure      |                     |                                      |
| 1955         |              | Maurice Grimaud     |                     |                                      |
| 1957         |              | André Vimeney (d)   |                     |                                      |

préfet début1952   lire guy Lamassoure et non Lamoussure, j'en suis sûr car j'étais au lycée Vistor Duruy de Mont de Marsan en classe avec sa fille, son successeur à bien été Maurice Grimaud
'

### Cinquième République (depuis 1958)
| Période           | Période           | Identité                   | Fonction précédente                                                                          | Observation                                                                           |
| ----------------- | ----------------- | -------------------------- | -------------------------------------------------------------------------------------------- | ------------------------------------------------------------------------------------- |
| 12 mai 1959       | 2 juillet 1963    | Georges Arzel (d)          | Conseiller technique au cabinet du secrétaire des Affaires algériennes, Marcel Champeix      | Maire du 16e arrondissement de Paris                                                  |
| 8 juillet 1963    | 2 mai 1966        | André Dupuy (d)            | Préfet de l'Indre                                                                            | Nommé préfet du Tarn                                                                  |
| 2 mai 1966        | 9 janvier 1970    | Yves-Bertrand Burgalat (d) | Chargé de mission au cabinet du ministre Roger Frey                                          | Nommé préfet du Morbihan                                                              |
| 9 janvier 1970    | 10 août 1972      | Marc Buchet (d)            | Chef de cabinet du ministre du développement industriel et scientifique                      | Nommé préfet de la Charente                                                           |
| 10 août 1972      | 21 avril 1975     | Alexandre Roche (d)        | Secrétaire générale de la préfecture de Gironde                                              | Nommé préfet de la Drôme                                                              |
| 21 avril 1975     | 13 décembre 1978  | Jacques Gérard (d)         | Sous-préfet du Havre                                                                         | Nommé préfet de l'Eure                                                                |
| 13 décembre 1978  | 16 juillet 1981   | Jean Anciaux (d)           | Sous-préfet de Saint-Nazaire                                                                 | Détaché à la disposition du département de la Loire-Atlantique                        |
| 16 juillet 1981   | 28 octobre 1982   | Paul Jean (d)              | Directeur du ministere de l'Interieur et de la decentralisation                              | Nommé préfet du Tarn                                                                  |
| 1982              | 6 aout 1985       | Jean-Louis Destandau (d)   |                                                                                              | Nommé préfet d'Eure-et-Loir                                                           |
| 6 aout 1985       | 10 novembre 1987  | Pierre Sébastiani          |                                                                                              | Nommé préfet des Ardennes                                                             |
| 10 novembre 1987  | 13 septembre 1989 | Jean Cuvelier (d)          |                                                                                              | Nommé préfet hors cadre                                                               |
| 13 septembre 1989 | 31 juillet 1991   | Franck Perriez (d)         | Sous-préfet de Bayonne                                                                       | Nommé préfet de la Guadeloupe                                                         |
| 31 juillet 1991   | 8 août 1994       | Jacques Barthélemy (d)     | Préfet des Hautes-Alpes                                                                      | Nommé préfet de la Charente                                                           |
| 8 août 1994       | 4 octobre 1995    | Philippe Martin            | Préfet du Gers                                                                               | Nommé préfet hors cadre                                                               |
| 4 octobre 1995    | 22 janvier 1998   | Dominique Dubois (d)       | Secrétaire général de la préfecture de l'Essonne                                             | Nommé directeur de l'administration territoriale et des affaires politiques           |
| 22 janvier 1998   | 17 février 2000   | Jean-Pierre Hugues         | Secrétaire général de la préfecture du Val-de-Marne                                          | Nommé directeur de l'administration territoriale et des affaires politiques           |
| 17 février 2000   | 1er août 2003     | Jacques Sans (d)           | Secrétaire général de la préfecture de la Gironde                                            | Nommé préfet hors cadre                                                               |
| 1er août 2003     | 20 juillet 2006   | Pierre Soubelet (d)        | Préfet de l'Ariège                                                                           | Nommé préfet de l'Ain                                                                 |
| 20 juillet 2006   | 18 juillet 2007   | Ange Mancini               | Préfet de la Guyane                                                                          | Nommé préfet de la Martinique                                                         |
| 18 juillet 2007   | 11 juin 2009      | Étienne Guyot              | Préfet du Gers                                                                               | Nommé préfet de Meurthe-et-Moselle moins d'un mois                                    |
| 11 juin 2009      | 24 août 2011      | Evence Richard (d)         | Préfet de la Meuse                                                                           | Nommé directeur de cabinet du ministre des Collectivités territoriales                |
| 24 août 2011      | 24 mai 2012       | Alain Zabulon              | Préfet de la Corrèze                                                                         | Nommé préfet hors cadre                                                               |
| 7 juin 2012       | 8 juin 2015       | Claude Morel (d)           | Préfet de la Haute-Marne                                                                     | Nommé en 2015 directeur de cabinet d'Alain Vidalies, secrétaire d’État aux transports |
| 10 juin 2015      | 9 mars 2017       | Nathalie Marthien (d)      | Préfète de l'Ariège                                                                          | Nommée conseillère du Gouvernement                                                    |
| 9 juin 2016       | 21 novembre 2018  | Frédéric Périssat (d)      | Préfet des Ardennes                                                                          | Nommé préfet de la Dordogne                                                           |
| 7 janvier 2019    | 2 février 2020    | Frédéric Veaux             | Préfet de la Mayenne                                                                         | Nommé directeur général de la Police nationale                                        |
| 5 février 2020    | 28 janvier 2022   | Cécile Bigot-Dekeyzer (d)  | Préfète des Hautes-Alpes                                                                     | Nommée préfète de l'Ain                                                               |
| 31 janvier 2022   | 26 mars 2025      | Françoise Taheri (d)       | Préfète de l'Orne                                                                            | A quitté sa fonction à sa demande                                                     |
| 26 mars 2025      |                   | Gilles Clavreul            | Délégué interministériel à la lutte contre le racisme, l'antisémitisme et la haine anti-LGBT |                                                                                       |